# Aleksiej Stenbock-Fermor
Aleksiej Aleksandrowicz Stenbock-Fermor (ros. Алексей Александрович Стенбок-Фермор, ur. 3 września 1835, zm. 4 października 1916 w Piotrogrodzie) – rosyjski generał porucznik, hrabia, stallmeister (koniuszy) dworu cesarskiego.

## Życiorys
Aleksiej Stenbock-Fermor urodził się 3 września 1835 roku w rodzinie hrabiowskiej, wywodzącej się ze Szkocji i Szwecji, która w XVIII wieku wstąpiła na służbę rosyjską. Jego ojcem był Aleksander Magnus Stenbock-Fermor (1809–1852), a matką Nadieżda z domu Jakowlewa (1815–1897). Ród Stenbocków-Fermorów był bogaty i cieszył się wielkim szacunkiem, małżeństwami skoligacony był z najważniejszymi rodzinami Imperium Rosyjskiego, m.in. z Kapnistami, Apraksinami, Meszczerskimi i Dołgorukimi. Jego rodzina należała do Rosyjskiego Kościoła Prawosławnego, a sam Aleksiej był wychowankiem prestiżowego Cesarskiego Liceum Aleksandrowskiego. 
Służbę wojskową w jednostkach gwardyjskich rozpoczął 22 stycznia 1855 roku, a jako kornet wstąpił do Lejb-Gwardyjskiego Pułku Huzarów Jego Wysokości. Wziął udział w wojnie krymskiej. W 1859 roku awansował do stopnia porucznika, a rok później został sztabs-rotmistrzem. W 1862 roku mianowany rotmistrzem, a w wieku trzydziestu lat osiąga stopień pułkownika, a także zostaje fligiel-adiutantem. W 1875 roku Stenbock-Fermor otrzymuje awans do stopnia generała-majora, zostając przy tym członkiem świty cesarza Aleksandra II. 
Trzy lata później wziął udział wojnie rosyjsko-tureckiej, w czasie której pełnił funkcje dowódcy szwadronu i dywizjonu. Po jej zakończeniu przez rok pełnił funkcję komendanta twierdzy Jassy, a w 1885 roku w stopniu generała porucznika został zwolniony ze służby i przepisany do rezerwy sił kawalerii. Swą karierę kontynuował na dworze cesarskim, gdzie 13 maja tego roku został mianowany na honorowe stanowisko stallmeistra. W 1895 roku przywrócony do czynnej służby wojskowej. Aleksiej posiadał znaczne dobra ziemskie i nieruchomości, m.in. pałac (dom, numer 50) na prestiżowym Nabrzeżu Angielskim w Petersburgu. W pałacu tym organizowane były bale i spotkania antyartystyczne i kulturalne, a przez kilka miesięcy mieszkał tu także pruski poseł Otto von Bismarck. Aleksiej Stenbock-Fermor był wpływową postacią na dworze cesarza Aleksandra III. Posiadał także rezydencję w Carskim Siole. Zmarł 4 października 1916 w Piotrogrodzie w wieku osiemdziesięciu jeden lat.

## Rodzina

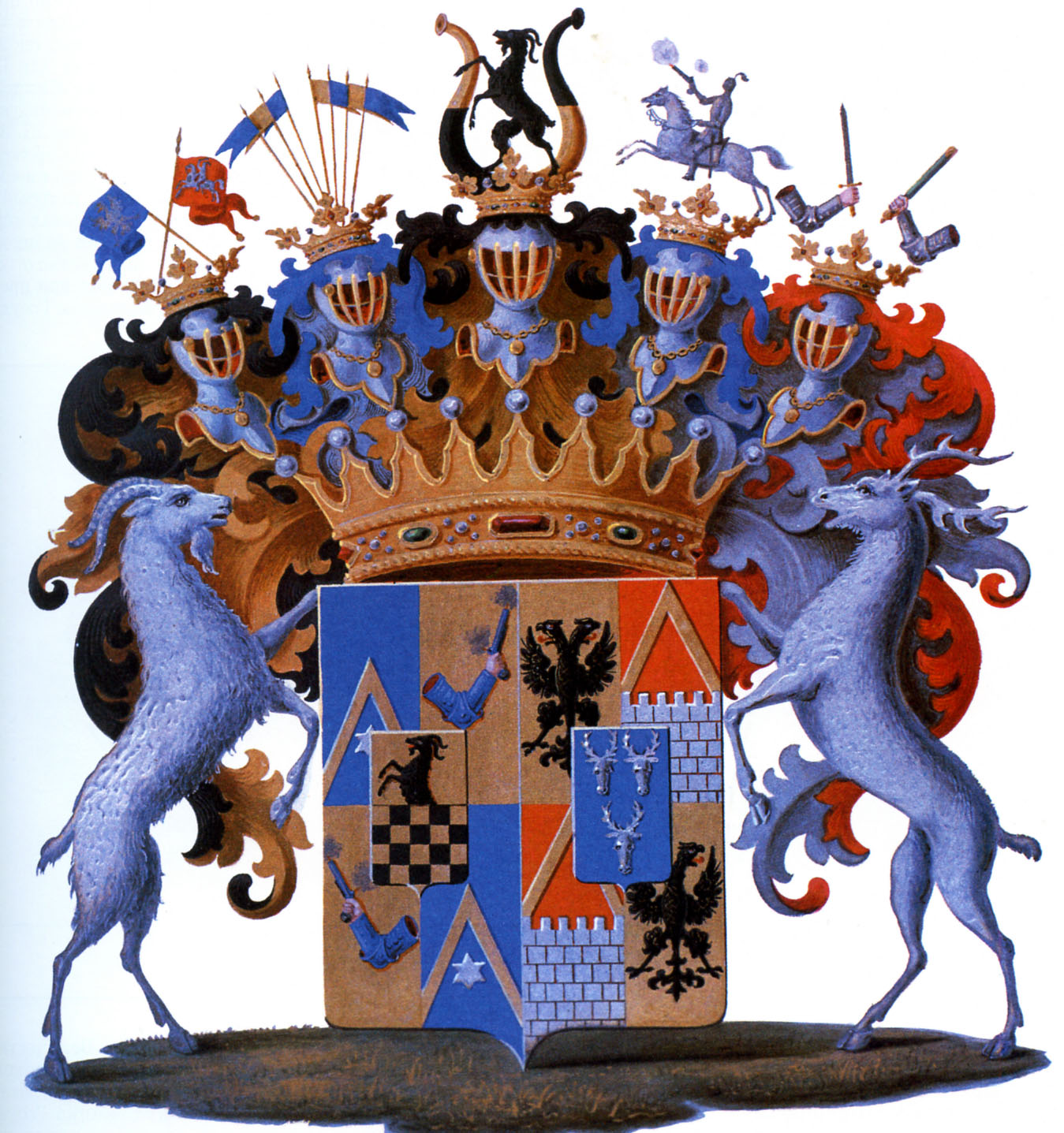
Herb rodu Stenbock-Fermor

Żonaty z Margaritą Siergiejewną, z rodu Dołgorukich (1839–1912). Z tego związku miał następujące dzieci:
- Nadieżda Aleksiejewna (ur. 1 czerwca 1864), dama dworu (friejlina), wyszła za hrabiego Piotra Kapnista
- Margarita Aleksiejewna, dama dworu (friejlina), wyszła za mąż za księcia Pawła Jengałyczewa
- Siergiej Aleksiejewicz, rotmistrz[7]

## Służba wojskowa

### Awanse
- kornet (22.02.1856)
- porucznik gwardii (04.12.1859)
- sztabs-rotmistrz gwardii (3.4.1860)
- rotmistrz (17.04.1962)
- pułkownik (04.04.1865)
- fligiel-adiutant (1865)
- generał major (30.08.1875)
- generał porucznik (30.08.1885)

## Ordery i odznaczenia

### Rosyjskie
- Order Świętego Stanisława (2 klasy, 1865)
- Order Świętego Włodzimierza (4 klasy, 1873)
- Order Świętego Włodzimierza (3 klasy, 1878)
- Order Świętego Stanisława (1 klasy, 1879)
- Order Świętej Anny (1 klasy, 18.04.1884)
- Order Świętego Włodzimierza (2 klasy, 1890)
- Order Orła Białego (1896)
- Order św. Aleksandra Newskiego (1906)[4]

### Zagraniczne
- Order Czerwonego Orła (2 klasy, 1875)
- Order Fryderyka (krzyż komandorski 1 klasy, 1880)[4]